# Заруцкий, Александр Станиславович
Алекса́ндр Станисла́вович Зару́цкий (24 января 1969, Нальчик) — российский футболист, выступавший на позициях защитника и полузащитника.

## Карьера
Большую часть своей карьеры как игрок провёл в нальчикском «Спартаке», сыграв за команду в общей сложности 9 сезонов, в которых провёл 268 матчей и забил 52 мяча.
Чемпион Казахстана 2000 года в составе «Жениса».
С 2006 года по апрель 2013 года был спортивным директором клуба «Спартак-Нальчик».